# Astrel Rolland
Astrel Rolland (1899) è stato un tiratore a segno haitiano.

## Palmarès

### Olimpiadi
- 1 medaglia:
  - 1 bronzo (Parigi 1924 nel fucile a squadre)